# آنا داستایوسکایا
آنا داستایوسکایا (روسی: Анна Григорьевна Достоевская؛ ۱۲ سپتامبر ۱۸۴۶ – ۹ ژوئن ۱۹۱۸) خاطره‌نویس، تندنویس، دستیار و همسر دوم فیودور داستایفسکی (از سال ۱۸۶۷) بود. او همچنین یکی از اولین زنان تمبرشناس در روسیه در دوران امپراتوری روسیه بود.